# Giuseppe Valadier
Giuseppe Valadier (Roma, 14 de abril de 1762 – Roma, 1 de fevereiro de 1839) foi um arquiteto, designer, urbanista, professor e arqueólogo, um dos grandes nomes do Neoclassicismo na Itália, e se aproximou da estética palladiana.

## Biografia

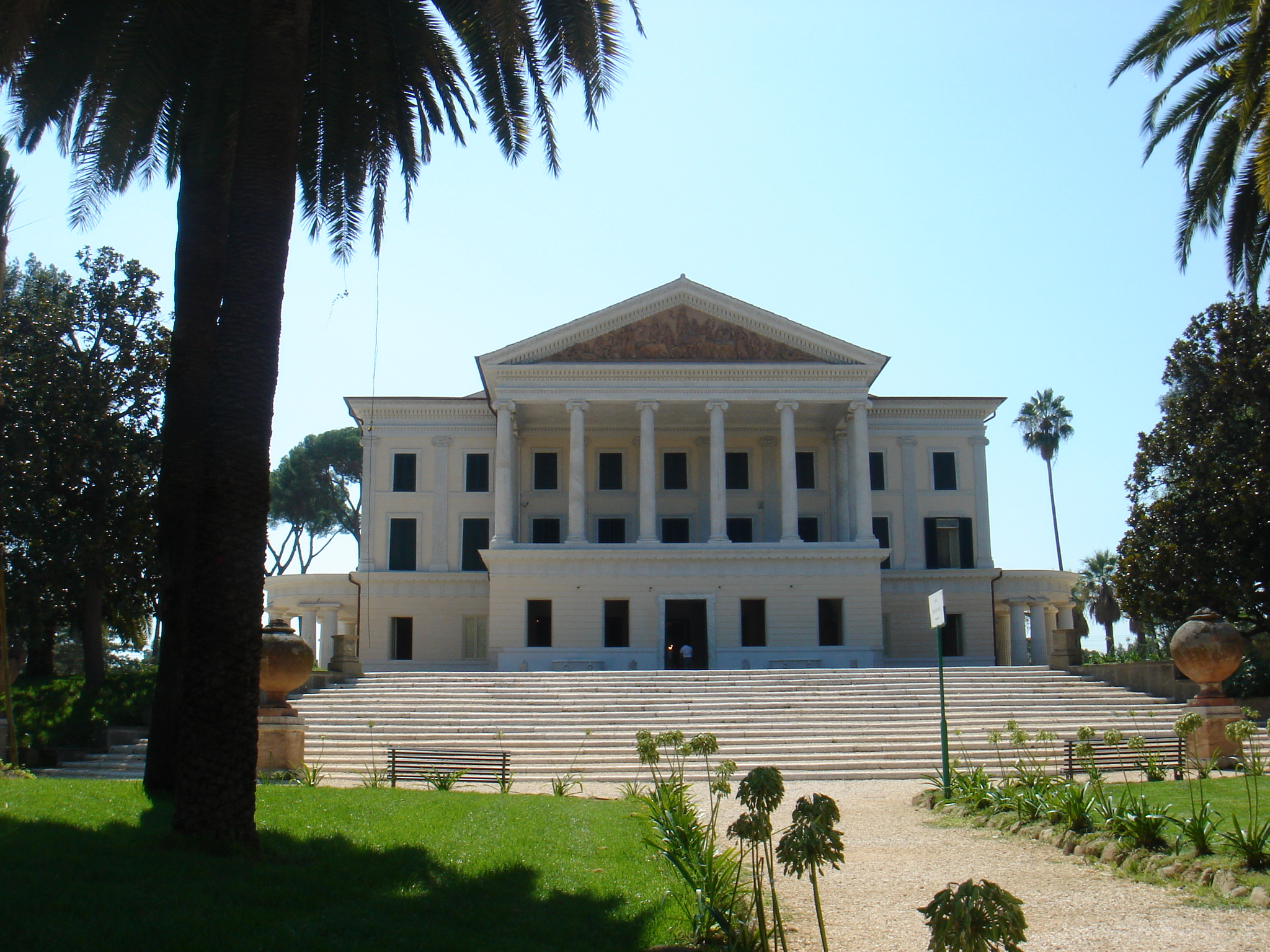
Villa Torlonia

Era filho de um ourives, Luigi, e fez alguns trabalhos de ourivesaria, além de desenhar mobiliário. Ensinou arquitetura na Accademia di San Luca, foi um arqueólogo pioneiro e restaurou muitos monumentos antigos, como o Arco de Tito entre 1819 e 1821. Trabalhou para o papa Pio VI. Entre suas obras estão os relógios da Basílica de São Pedro, o acesso para o Fórum Romano, o projeto da Piazza del Popolo, o Teatro Valle, o plano urbanístico de Fiumicino, a fachada de San Rocco all'Augusteo, no Porto di Ripetta, a Villa Torlonia, o Palácio Nainer, a igreja de Santa Maria della Salute, em Fiumicino,  e o plano da Praça de São João de Latrão. Também deixou publicadas coleções de seus desenhos e projetos arquitetônicos.

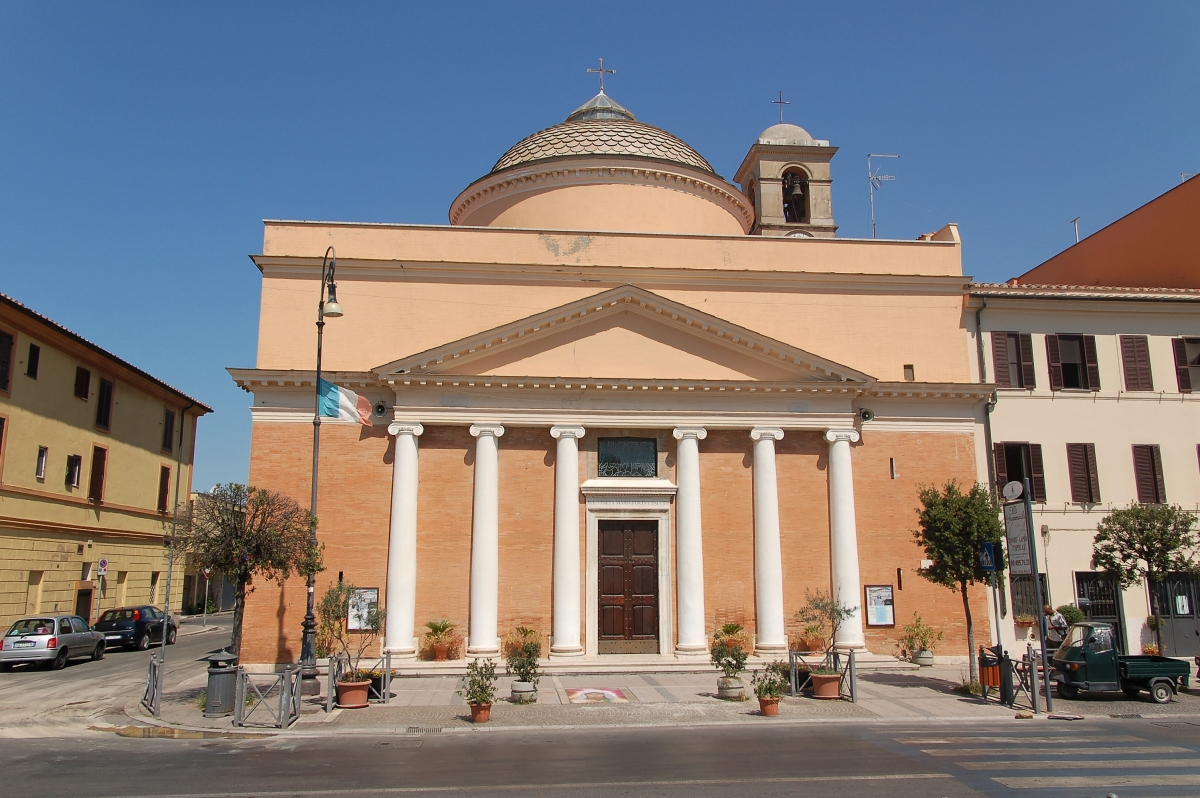
Santa Maria della Salute, Fiumicino

## Principais obras
- Villa Pianciani, Spoleto;
- Relógios com mostradores de mosaico no topo das torres sineiras da fachada, Basílica de São Pedro (1786-90);[2]
- Villa Torlonia, Roma (1806 em diante);
- Plano geral de acesso aos Fóruns Imperiais (1811);
- Planos gerais para a Piazza del Popolo (primeiros planos, 1793; planos finais executados em 1816-20), criando seu plano elíptico e ligando-o por escadas e terraços ao Pincio, incluindo a Casina Valadier (1816 em diante nos Jardins Borghese;[3]
- Teatro Valle (1819);
- Fiumicino (1822); o primeiro subúrbio planejado da Roma moderna (1823-28);
  - Igreja de Santa Maria della Salute, Fiumicino
- Restauração do Arco de Tito, incluindo a parte externa do arco e colunas externas) (1821-1822)
- abertura da Via di Ripetta, Roma, via del Babuino e via della Caserma (1822);
  - Igreja de San Rocco, fachada, em Ripetta (1831)
  - Palazzo Nainer, via del Babuino (1819-21), agora um hotel.
  - 79, via del Babuino (1826); a própria casa do arquiteto.
- Plano geral para a praça de São João de Latrão;

Ele publicou coleções de seus desenhos e desenhos:
- Giuseppe Valadier, (Projetos arquitetônicos), Roma 1807
- Giuseppe Valadier, Raccolta delle più insigni fabbriche di Roma antica, Roma 1810
- Giuseppe Valadier, L'Architettura pratica: dettata nella Scuola dell'insigne Accademia di San Luca, 5 vols, Roma 1828-1834;